# 黒部五郎岳
黒部五郎岳（くろべごろうだけ）は、富山県富山市、岐阜県飛騨市および高山市にまたがる飛騨山脈の標高2,840 mの山。「黒五」と称されることもある。
日本百名山および花の百名山に選定されている。山域は1934年（昭和9年）12月4日に中部山岳国立公園に指定されており、富山県側がその特別保護地区、岐阜県側が特別地域になっている。
立山連峰が薬師岳より南下して、太郎兵衛平から北ノ俣岳を経て続くなだらかで広々とした稜線の先に、大きな圏谷（黒部五郎カール）を抱く特異な山容を見せる。花崗閃緑岩で構成され、山頂付近は岩が積み重なった砂礫地である。

## 山名の由来
別名、中ノ俣岳（なかのまただけ）。黒部五郎岳は富山県側、中ノ俣岳は岐阜県側の古来の名称である。
「黒部五郎岳」という山名は人名のようだが、「五郎」は、「大きな岩がゴロゴロした場所」を意味する山の用語「ゴーロ」が語源で、それに五郎という字を当てている。また、苗字のような「黒部」も村名が由来である。これは近隣の野口五郎岳についても同様で、黒部村の五郎岳と、野口村の五郎岳という言い方で、比較的近接している二つの山を区別したものである。歌手の野口五郎の芸名は野口五郎岳にちなんだものであり、デビュー前には「黒部五郎」も芸名の候補に挙げられていた。
東側が欠けた鍋のように見えることから、かつては「鍋岳」とも呼ばれていた。1909年（明治42年）に山岳画家でもある中村清太郎が登頂し、『越中アルプス縦断記』に記載した後に、「黒部五郎岳」の山名が定着した。

## 登山
1924年の積雪期に、伊藤孝一が常願寺川の支流真川方面から薬師岳を経て登頂、その後槍ヶ岳を経て上高地へと縦走した。1930年（昭和5年）12月に、青山学院大学の小島隼太郎が裏銀座縦走の際に登頂した。1931年（昭和6年）1月に、加藤文太郎が単独で縦走の際に登頂し、裏銀座を経て大町へ下山した。

### 登山ルート
飛騨山脈の奥深い位置にあるため日帰りの登山が困難で、山小屋やキャンプ指定地を利用し山中で数泊して登る場合が多い。立山連峰縦走時にここを通過することもある。岐阜県が公表している山のグレーディングでは、飛越新道からの往復で登頂する場合、必要な体力度は10段階中の「7」（1 - 2泊以上が適当）、技術的難易度は5段階中の「C」（地図読み能力、ハシゴ・くさり場などを通過できる身体能力が必要）とされている。
西銀座ダイヤモンドコース
比較的危険箇所が少なく、利用者が多い。
- 折立 - 太郎兵衛平 - 太郎山 - 北ノ俣岳 - 赤木岳 - 黒部五郎岳

神岡新道
1962年（昭和37年）に開設されたルート。
- 打保 - 水ノ平 - 仙人峠 - 鏡池 - 寺地山 - 北ノ俣避難小屋 - 北ノ俣岳（西銀座ダイヤモンドコースに合流）

飛越新道
大規模林道高山大山線の飛越トンネル岐阜県側から入山する。当山までの最短ルートである。
- 飛越トンネル - 仙人峠（神岡新道に合流）

三俣蓮華岳方面からの立山連峰主稜線縦走路は、黒部五郎小舎より、稜線上を登るルートと、カール底を詰めて山頂直下で稜線に合流するルートに分かれる。後者は、雪渓やお花畑を見ながら登ることができ、最後の登りも危険がなく、変化に富んだルートであるが、カールに残雪がある7月中旬頃までの時期は稜線経由のルートが選択される。

### 山小屋

#### 黒部五郎小舎

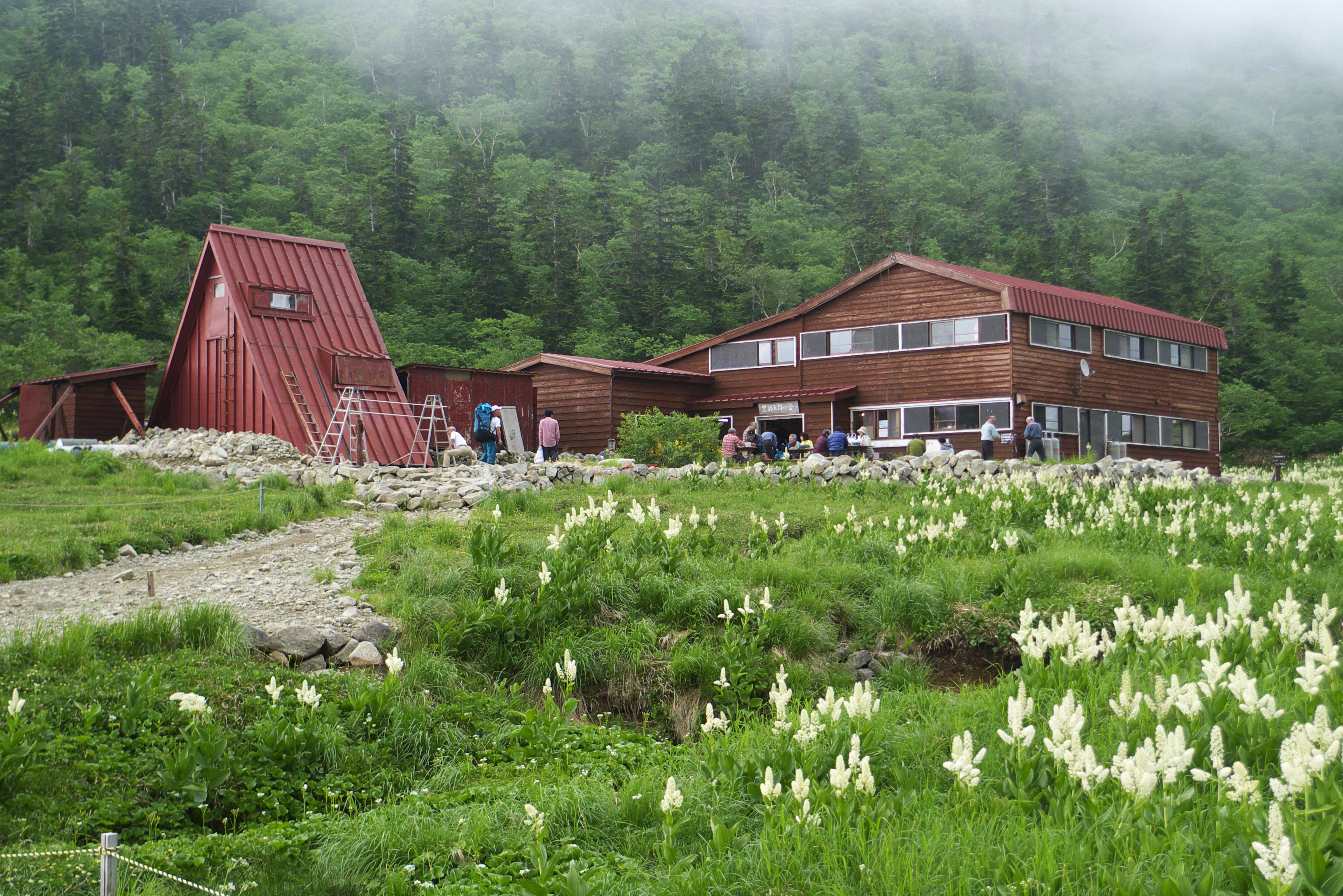
黒部五郎小舎

山頂の東2.3 km地点、標高約2,350 mの位置に、山小屋「黒部五郎小舎」があり、当山の最寄りの山小屋となっている。
1923年（大正12年）に、三俣蓮華岳との鞍部の黒部乗越に伊藤孝一により山小屋が建てられた。その後営林署の管理下となり、1961年（昭和36年）に三俣山荘の経営者の伊藤正一が引き継いで、1962年（昭和37年）に現在の場所に黒部五郎小舎が建てられた。1972年（昭和47年）上高地西糸屋山荘経営者の奥原教永が引き継ぎ、小屋を新築し、昭和48年に冬期小屋が併設された。1987年（昭和62年）双六小屋経営者の小池潜が引き継ぎ、その後、母屋を増築した。2005年（平成17年）に改築され、収容人数60人・テント30張の規模となった。
小屋周辺は平らで池塘が点在しており、多くの高山植物の群生地となっている。

#### 周辺の山小屋
黒部五郎小舎のほか、周辺には以下の山小屋があり、このうち北ノ俣避難小屋・薬師沢小屋以外にはキャンプ指定地が併設されている。
- 太郎平小屋（太郎兵衛平）
- 北ノ俣避難小屋（神岡新道上） - 2022年時点で、土台が傾くなど老朽化が著しく進行しており、利用できない[17][18]。
- 薬師沢小屋（黒部川とその支流である薬師沢の合流点）
- 雲ノ平山荘（雲ノ平）
- 三俣山荘（三俣蓮華岳と鷲羽岳の鞍部）
- 双六小屋（双六岳と樅沢岳の鞍部）

### 周辺の植物
周辺の登山道では、アオノツガザクラ、イワイチョウ、クルマユリ、コバイケイソウ、シナノキンバイ、チングルマ、ハクサンフウロなどの多くの高山植物が見られる。黒部五郎小舎周辺ではウラジロナナカマドやダケカンバ、山頂周辺ではハイマツなどの樹木が自生している。
- クルマユリ
- コバイケイソウ
- シナノキンバイ
- チングルマ
- ハクサンフウロ

## 地理

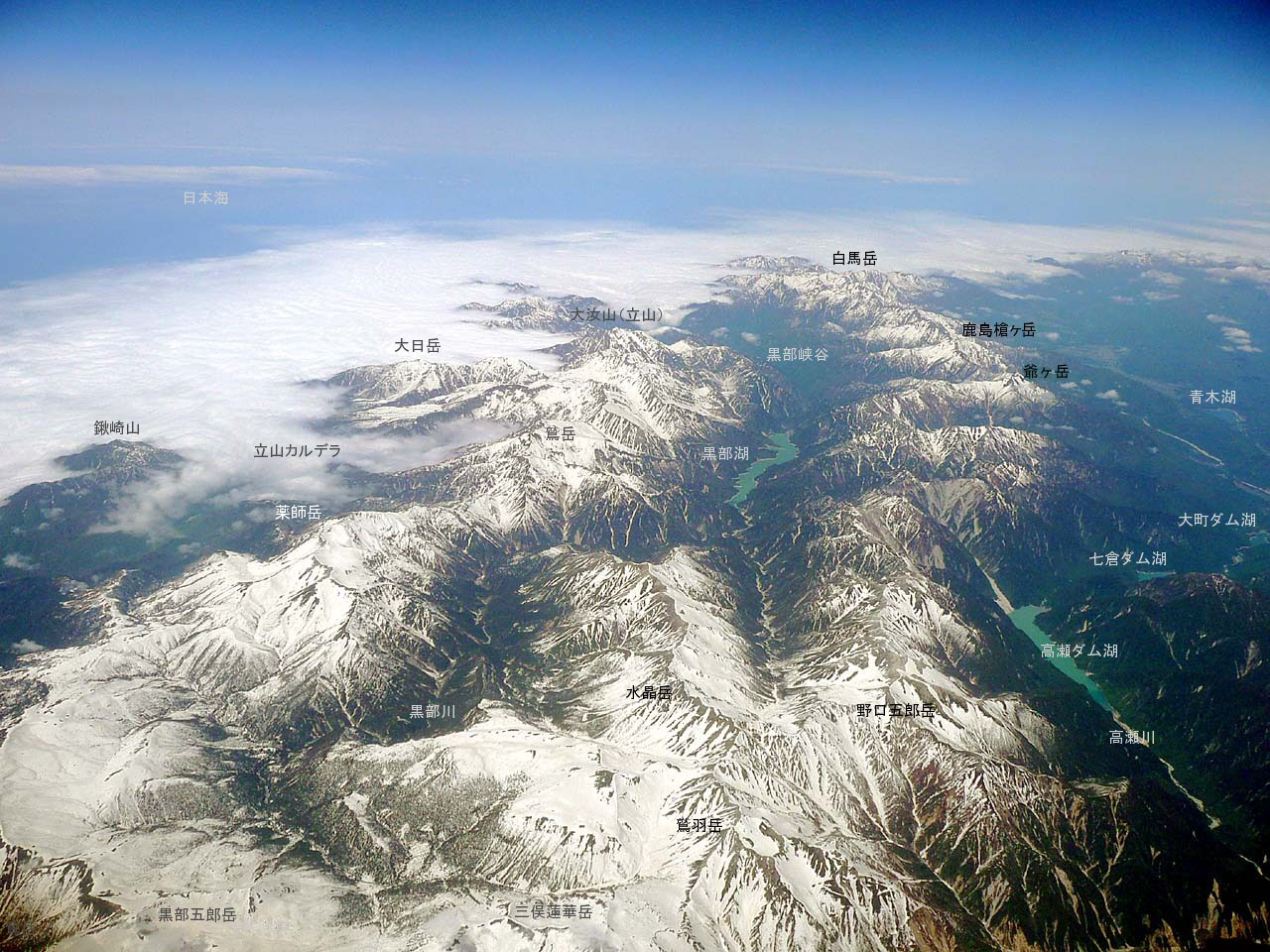
黒部川源流部と黒部五郎岳（左下）

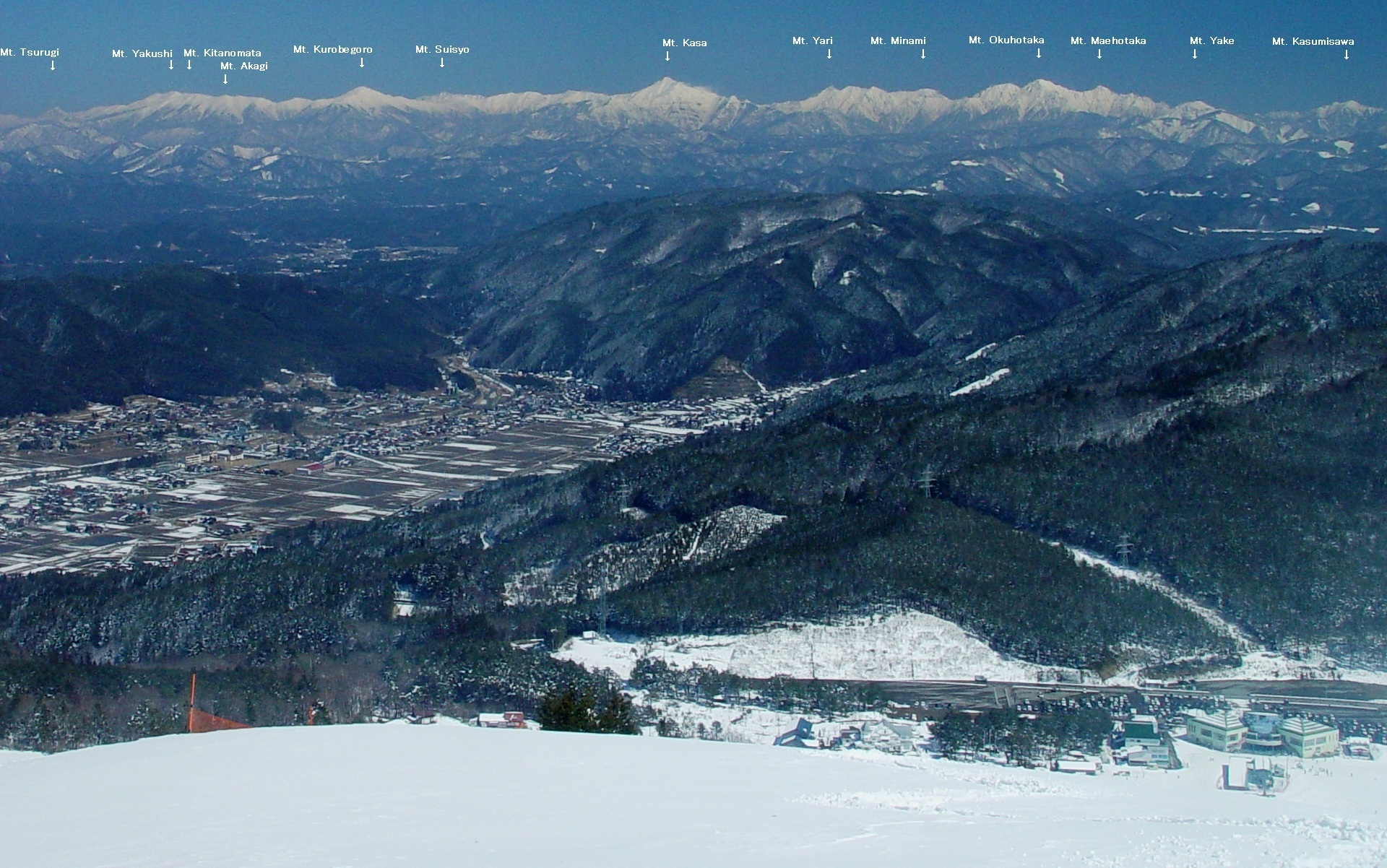
位山から望む北アルプスの黒部五郎岳周辺の山々

### 周辺の山
飛騨高山付近から見える当山の山体は笠の形で、笠ヶ岳と並んで笠形が2つ望める。このため、当山しか見えない場合、よく笠ヶ岳と間違われる。国道41号を北上し高山市一之宮町付近で、行く手の山の間から最初に顔を出す飛騨山脈の山は当山である。
| 山容 | 山名       | 標高 (m) | 三角点等級 基準点名             | 黒部五郎岳からの 方角と距離 (km) | 備考                                    |
| ---- | ---------- | -------- | ------------------------------- | -------------------------------- | --------------------------------------- |
|      | 薬師岳     | 2,926.01 | 二等 「薬師ケ岳」               | 北 8.5                           | 日本百名山                              |
|      | 鷲羽岳     | 2,924.19 | 三等 「中俣」                   | 東 6.0                           | 日本百名山                              |
|      | 北ノ俣岳   | 2,662    | （三等「北俣岳」） (2,661.21 m) | 北西 4.0                         |                                         |
|      | 赤木岳     | 2,622    |                                 | 北西 3.0                         | 赤木沢                                  |
|      | 黒部五郎岳 | 2,839.58 | 三等 「黒部」                   | 0                                | 中ノ俣岳 日本百名山                     |
|      | 三俣蓮華岳 | 2,841.23 | 三等 「三ツ又」                 | 東 4.3                           | 三県境（富山・岐阜・長野） 日本三百名山 |
|      | 笠ヶ岳     | 2,897.48 | 二等 「笠ケ岳」                 | 南 8.6                           | 日本百名山                              |
|      | 槍ヶ岳     | 3,180    | （二等・亡失） 「鎗ケ岳」       | 東南東 11.2                      | 日本百名山                              |

### 源流の河川
以下の源流となる河川は日本海へ流れる。
- 中ノ俣川（高原川の支流）
- 金木戸川の支流（常願寺川の支流）
- ウマ沢、五郎沢（黒部川の支流）

## 山容と風景
- 笠ヶ岳より
- 鷲羽岳より
- 水晶岳より笠ヶ岳とともに
- 薬師平より
- 槍ヶ岳より
- 槍ヶ岳より（夕景）
- 山頂直下の黒部五郎カール